# 10 décembre
Pour les articles homonymes, voir Dix-Décembre.
10 novembre 10 janvier
Chronologies thématiques
- Croisades
- Ferroviaires
- Sports
- Disney
- Anarchisme
- Catholicisme

Abréviations / Voir aussi
- (° 1852) = né en 1852
- († 1885) = mort en 1885
- a.s. = calendrier julien
- n.s. = calendrier grégorien
- Calendrier
- Calendrier perpétuel
- Liste de calendriers
- Naissances du jour

Le 10 décembre est le 344e jour de l'année du calendrier grégorien, 345e lorsqu'elle est bissextile. Il reste 21 jours avant la fin de l'année.
C'était généralement l'équivalent du 20 frimaire du calendrier républicain ou révolutionnaire français, officiellement dénommé jour du hoyau (outil).

## Événements

### XIesiècle
- 1041 : Michel V devient empereur byzantin.

### XIVesiècle
- 1356 : à Paris, le Dauphin promulgue une série de mandements monétaires, après avoir renvoyé les états généraux le 2 novembre.

### XVIesiècle
- 1508 : en France, l'empereur Maximilien Ier et le roi de France Louis XII forment la ligue de Cambrai. L'adhésion du pape Jules II et de l'Espagne fait de cette ligue une coalition européenne, dont le but est la conquête des possessions italiennes de Venise.
- 1541 : exécution des courtisans Thomas Culpeper et Francis Dereham.
- 1582 : du fait de l'adoption du calendrier grégorien par la France, ce jour comme les 9 suivants n'y ont pas existé. Le calendrier est passé directement du dimanche 9 décembre au lundi 20 décembre.

### XVIIesiècle
- 1652 : victoire de Maarten Tromp, à la bataille de Dungeness.

### XVIIIesiècle
- 1710 : à Villaviciosa, Vendôme remporte une victoire sur les coalisés, commandés quant à eux par Starhemberg.
- 1792 : 
  - à Paris, ouverture du procès de l'ancien roi de France Louis XVI, destitué en août précédent.
  - Le député Robert Lindet présente, devant la Convention, l'acte d'accusation contre Louis XVI, qui comparaît le lendemain.

### XIXesiècle
- 1805 : en Allemagne, dans le cadre des traités de Brünn, signés entre Napoléon et les électeurs de Bade, Bavière et Wurtemberg, leurs possessions sont érigées en royaumes.
- 1817 : le Mississippi devient le 20e État des États-Unis.
- 1848 : en France, élection de Louis-Napoléon Bonaparte à la présidence de la IIe République.
- 1877 : fin du siège de Plevna, pendant la guerre russo-turque de 1877-1878.
- 1888 : l'empereur Alexandre III de Russie lance un emprunt, qui provoque un vaste mouvement de souscription publique auprès des banques. Dès le lendemain, les banques pavoisent : bientôt, Paris sera le centre de cet emprunt lancé par la Russie.
- 1898 : les États-Unis mettent fin à leur guerre contre l'Espagne, par le traité de Paris. Ils gagnent Cuba, les Philippines (achetées par eux pour 20 millions de dollars), Porto Rico et Guam.

### XXesiècle
- 1901 : pour la première fois sont décernés des prix fondés par testament par le chimiste suédois Alfred Nobel.
- 1917 : dans le contexte du premier conflit mondial, le prix Nobel de la paix est décerné à la Croix-Rouge.
- 1920 : le président du Sénat français Léon Bourgeois reçoit le prix Nobel de la paix.
- 1926 : le Français Aristide Briand reçoit le prix Nobel de la paix.
- 1936 : en Angleterre, abdication d'Édouard VIII.
- 1941, seconde guerre mondiale : le Prince of Wales et le Repulse sont coulés par le service aérien de la Marine impériale japonaise.
- 1944 : à Moscou, signature d'un traité d'alliance et d'assistance mutuelle entre la France et l'URSS, prévu pour une durée de vingt ans.
- 1946 : résolution no 12, du Conseil de sécurité des Nations unies, quant à des incidents frontaliers en Grèce.
- 1948 : adoption de la Déclaration universelle des droits de l'Homme par l'ONU.
- 1952 : le médecin franco-alsacien Albert Schweitzer reçoit le prix Nobel de la paix.
- 1957 : Lester B. Pearson, ministre canadien des Affaires étrangères, reçoit le prix Nobel de la paix.
- 1963 : en Afrique de l'est, indépendance de Zanzibar vis-à-vis du Royaume-Uni.
- 1964 : le pasteur afro-américain Martin Luther King reçoit le prix Nobel de la paix.
- 1968 : casse des 300 millions de yens, au Japon.
- 1973 : Henry Kissinger, secrétaire d'État américain, reçoit le prix Nobel de la paix.
- 1978 : le premier ministre israélien Menahem Begin et le raïs égyptien Anouar el-Sadate reçoivent le prix Nobel de la paix.
- 1982 : à Montego Bay, signature de la Convention des Nations unies sur le droit de la mer.
- 1983 : le militant syndicaliste polonais Lech Wałęsa reçoit le prix Nobel de la paix.
- 1984 :
  - Mgr Desmond Tutu, secrétaire général du conseil des Églises d'Afrique du Sud, reçoit le prix Nobel de la paix.
  - Adoption de la Convention contre la torture et autres peines ou traitements cruels, inhumains ou dégradants.

- 1989 : 

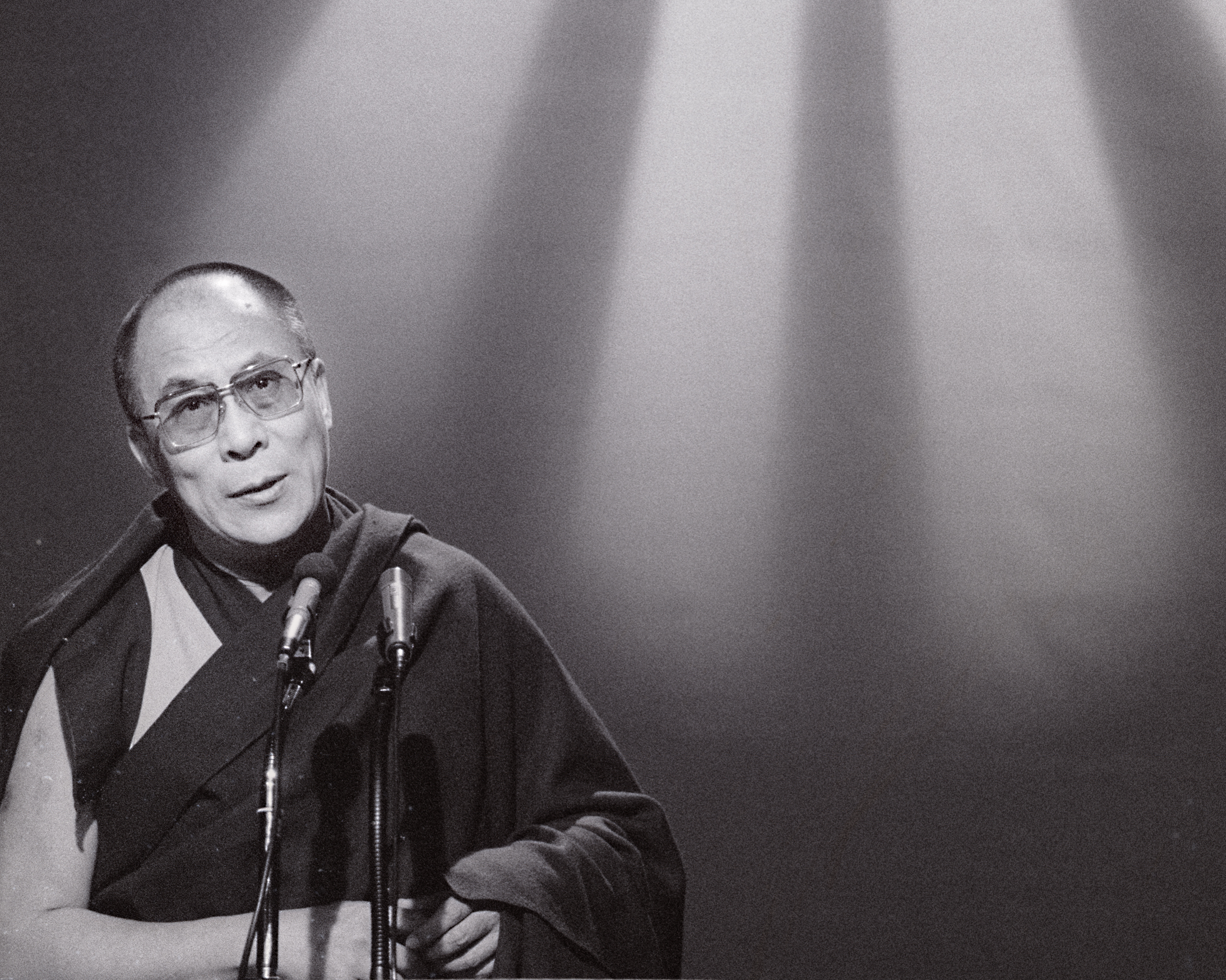
Le dalaï-lama visite le Parlement sami et Karasjok en 1989 dans le cadre de sa visite en Norvège lors de la remise du prix Nobel de la paix.

  - à Prague, à la suite des perestroïka et glasnost soviétiques, et de la chute du mur de Berlin un mois et un jour plus tôt, le président de la Tchécoslovaquie Gustáv Husák démissionne sous la pression de la rue (révolution de Velours).
  - le 14e dalaï-lama Tenzin Gyatso reçoit le prix Nobel de la paix[1].
- 1992 : le Premier ministre australien Paul Keating prononce son célèbre discours de Redfern.
- 1993 : les Sud-Africains Nelson Mandela et Frederik de Klerk reçoivent le prix Nobel de la paix.
- 1996 : nouvelle constitution en Afrique du Sud, fin définitive du régime ségrégationniste de l'apartheid entre blancs minoritaires et noirs.
- 1999 : l'association humanitaire Médecins sans frontières reçoit le prix Nobel de la paix.

### XXIesiècle
- 2003 : Shirin Ebadi, avocate et défenseure iranienne des droits de la personne humaine, reçoit le prix Nobel de la paix.
- 2007 : 
  - Cristina Fernández de Kirchner, épouse de Néstor Kirchner, devient présidente de l'Argentine.
  - Le Conseil général des Pyrénées-Orientales approuve la Charte en faveur du catalan[2].
- 2016 : début de la bataille d'al-Bab, lors de la guerre civile syrienne.
- 2020 : Israël et le Maroc normalisent leurs relations diplomatiques tandis que les États-Unis reconnaissent la souveraineté du Maroc sur le Sahara occidental.
- 2022 : 
  - Le Maroc remporte son match face au Portugal et se qualifie pour les demi-finales.
  - La France remporte son match face à l’Angleterre et gagne sa place pour les demi-finales face au Maroc.
  - YouTube a décidé de démonétiser la chaîne de Norman Thavaud, visé par une enquête pour viol et corruption de mineurs.
- 2023 : en Égypte, début de l'élection présidentielle qui a lieu de manière anticipée jusqu'au 12 décembre 2023. Le Président sortant Abdel Fattah al-Sissi est candidat à sa réélection[3].

## Arts, culture et religion
- 1520 : en public, le moine allemand Martin Luther brûle la bulle pontificale Exsurge Domine, et sera excommunié le 3 janvier suivant.
- 1806 : en France, le Grand Sanhédrin, institution officielle de la communauté juive, est créé.
- 1896 : première représentation théâtrale d’Ubu roi, pièce d'Alfred Jarry.
- 1919 : à Paris, le prix Goncourt est remis à Marcel Proust pour À l'ombre des jeunes filles en fleur.
- 1962 : première diffusion de la série télévisée française pour enfants en bas âges Bonne nuit les petits avec "Gros-Ours", "Mirabelle" et "P'tit Louis" pour premiers noms de "Nounours", Pimperonnelle"/"Pimperenelle" et "Nicolas" et avec les apparitions du marchand de sable et son air au pipeau[4].
- 1964 : l'écrivain français Jean-Paul Sartre refuse le prix Nobel de littérature[5].
- 1991 : l'auteur compositeur interprète guitariste et chanteur occitan Francis Cabrel entre au Top 50 parisien avec une reprise enregistrée en concert à Sarlat de la chanson Petite Marie qui l'avait d'abord fait connaître en 1974[4].
- 2020 : au crépuscule, début de la fête juive "des lumières (hanoucca)", jusqu'au 18 décembre, dates mobiles[6].
- 2021 : le Norvégien Magnus Carlsen, conserve son titre de champion du monde d'échecs depuis 2013, et son statut mondial en battant le Russe Ian Nepomniachtchi[7].

## Sciences et techniques
- 1582 : du fait de l'adoption du calendrier grégorien par la France, ce jour comme les 9 suivants n'y ont pas existé. Le calendrier est passé du dimanche 9 décembre au lundi 20 décembre.
- 1799 : en France, la loi de ce 19 frimaire an VIII consacre les étalons prototypes en platine du mètre et du kilogramme, comme « étalons définitifs des mesures de longueur et de poids dans toute la République » (unités standard de longueur et de masse).
- 1879 : record de froid à Paris (−23,9 °C), Saint-Dié dans les Vosges (−37 °C), et aux environs de Nancy (−30 °C)[8].
- 1901 : pour la première fois sont décernés les prix fondés par testament par le chimiste suédois Alfred Nobel.
- 1902 : en "Haute-Égypte", (re)mise en service de l'ancien barrage d'Assouan.
- 1903 : les Français (et Franco-Polonaise) Antoine Henri Becquerel, Pierre Curie et Marie Curie partagent le prix Nobel de physique.
- 1904 : le prix Nobel de physiologie est remis au Russe Ivan Petrovitch Pavlov, professeur à l'académie militaire de Saint-Pétersbourg.
- 1905 : le prix Nobel de physiologie ou médecine est remis à l'Allemand Robert Koch.
- 1908 : 
  - le prix Nobel de physique est remis à Gabriel Lippmann.
  - le prix Nobel de chimie est remis à Ernest Rutherford
- 1911 : la physicienne franco-polonaise Marie Curie reçoit le prix Nobel de chimie, cette fois pour sa découverte du radium et du polonium.
- 1912 : le prix Nobel de physiologie ou médecine est remis au professeur français Alexis Carrel.
- 1918 : l'Allemand Max Planck reçoit le prix Nobel de physique.
- 1922 : le Germano-Suisse Albert Einstein reçoit son prix Nobel de physique décerné en 1921.
- 1925 : le prix Nobel de physique est remis à Gustav Hertz.
- 1929 : le prix Nobel de physique est remis au Français Louis de Broglie.
- 1933 :
  - le prix Nobel de physique, qui n'avait pas été attribué en 1932, est remis rétroactivement aux physiciens allemand Werner Heisenberg, britannique Paul Dirac et autrichien Erwin Schrödinger, inventeurs/« découvreurs » de la mécanique ondulatoire.
  - Auteur d'une théorie chromosomique de l'hérédité, le biologiste américain Thomas Hunt Morgan reçoit le prix Nobel de médecine.
- 1935 : les Français Irène et Frédéric Joliot-Curie reçoivent le prix Nobel de chimie.
- 1993 : fin des travaux du tunnel sous la Manche, reliant pour la première fois sans transport par bateau, la France et le Royaume-Uni. Il sera officiellement inauguré au printemps suivant, notamment par la reine Élisabeth II d'Angleterre et le président de la République française François Mitterrand.

## Économie et société
- 1999 : premier vol commercial d'Ariane 5.
- 2003 : l'Américain Robert F. Engle et le Britannique Clive W. J. Granger reçoivent le « prix Nobel » d'économie.
- 2015 : en Syrie, un attentat de l’organisation État islamique à Tall Tamer cause plus de 50 morts.
- 2016 : en Turquie, un attentat près du "Vodafone Arena" d'Istanbul provoque 48 morts.
- 2019 : au Niger, une attaque djihadiste du camp militaire d'Inates occasionne au moins 71 morts, parmi les forces armées.
- 2021 : aux États-Unis, début de l'éruption de tornades, un ensemble de plus de 40 tornades qui se forme sur le centre-est du pays et qui touche l'Arkansas, l'Illinois, le Kentucky, le Missouri et le Tennessee.
- 2024 : au Niger, environ 150 à 200 militaires et civils sont tués dans une attaque de l'État islamique dans le Grand Sahara[9].

## Naissances

### XVIIIesiècle
- 1751 : George Kearsley Shaw, botaniste et zoologiste britannique († 22 juillet 1813).
- 1765 : Jean Gabriel Marchand, général de division français de la Révolution et de l’Empire († 12 novembre 1851).

### XIXesiècle
- 1815 : Ada Lovelace (Augusta Ada King dite), mathématicienne britannique, fille du poète Lord Byron († 27 novembre 1852).
- 1821 : Nikolaï Nekrassov (Николай Алексеевич Некрасов), poète russe († 8 janvier 1878).
- 1822 : César Franck, compositeur belge († 8 novembre 1890).
- 1830 : Emily Dickinson, femme de lettres américaine († 15 mai 1886).
- 1850 : Paul Arrivet, officier général français, l'un des 42 généraux français morts au combat durant la Première Guerre mondiale († 29 octobre 1914).
- 1851 : Melvil Dewey, bibliothécaire américain, inventeur du système de classement de livres Dewey († 26 décembre 1931).
- 1860 : Jigorō Kanō, créateur japonais du judo († 4 mai 1938).
- 1870 : Pierre Louÿs, poète et romancier français († 4 juin 1925).
- 1872 : Ludwig Klages, philosophe allemand († 29 juillet 1956).
- 1879 : « Chicuelo » (Manuel Jiménez Vera dit), matador espagnol († 18 novembre 1907).
- 1884 : Albert Steffen, poète suisse († 13 juillet 1963).
- 1885 : Philippe de Bourbon-Siciles, prince des Deux-Siciles († 8 mars 1949).
- 1886 : Victor McLaglen, acteur américain († 7 novembre 1959).
- 1891 : Harold Alexander, field marshal britannique († 16 juin 1969).
- 1897 : Maurice Crouzet, historien français († 19 janvier 1973).
- 1899 : Nicanor Villalta, matador espagnol (selon certains biographes, en réalité né le 20 novembre 1897 († 6 janvier 1980).

### XXesiècle
- 1901 : 
  - Hamda Ben Tijani (حمدة بن تيجاني), acteur de théâtre tunisien († 11 août 1983).
  - Karandach (Mikhail Nikolaïevitch Roumiantsev / Михаи́л Никола́евич Румя́нцев dit), clown russe († 31 mars 1983).
  - Marin-Marie, écrivain et peintre français († 11 juin 1987).
- 1902 : 
  - Mikhaïl Alpatov (Михаи́л Влади́мирович Алпа́тов), historien d'art soviétique († 9 mai 1986).
  - Márton Bukovi, footballeur international hongrois († 2 février 1985).
  - Pat Costello, acteur et producteur américain († 13 septembre 1990).
  - Dulce María Loynaz, poétesse cubaine († 27 avril 1997).
- 1903 : 
  - Emilio Giuseppe Dossena, peintre italien († 23 mars 1987).
  - Howard Scott Gentry, botaniste américain († 1er avril 1993).
  - James Ireland, joueur de rugby écossais († 25 décembre 1998).
  - Erich Kordt, diplomate allemand († 11 novembre 1969).
  - George J. Lewis, acteur américain d'origine mexicaine († 8 décembre 1995).
  - Una Merkel, actrice américaine († 2 janvier 1986).
  - Mary Norton, écrivaine anglaise († 29 août 1992).
  - William Plomer, poète, romancier, librettiste et éditeur sud-africain († 21 septembre 1973).
  - Luis Humberto Salgado, compositeur et pianiste équatorien († 11 décembre 1977).
  - René Sylviano, compositeur français de musique de film († 16 octobre 1993).
  - Victoria Wolff (Gertrude Victor dite), écrivaine allemande († 16 septembre 1992).
- 1904 :
  - Antonín Novotný, homme politique tchécoslovaque, président de la Tchécoslovaquie de 1957 à 1968 († 28 janvier 1975).
  - Giuseppe Torriani, joueur de football italien († 21 janvier 1942).
- 1905 :
  - Renato Birolli, peintre italien († 3 mai 1959).
  - Richard Anthony Parker, égyptologue américain († 3 juin 1993).
- 1906 :
  - Harold Adamson, compositeur américain († 17 août 1980).
  - Shizuo Itō (伊藤 静雄), poète japonais († 12 mars 1953).
  - Jules Ladoumègue, coureur de demi-fond français († 3 mars 1973).
  - Alfredo Ripstein, producteur de cinéma († 20 janvier 2007).
  - Walter Zinn, physicien nucléaire américain († 14 février 2000).
- 1907 :
  - Daniel Barbier, astronome français († 1er avril 1965).
  - Michael Blankfort, scénariste et producteur américain († 13 juillet 1982).
  - Herbert Brean, journaliste et écrivain américain († 7 mai 1973).
  - Rumer Godden, femme de lettres anglaise († 8 novembre 1998).
  - Lucien Laurent, joueur et entraîneur de football français († 11 avril 2005).
  - Amedeo Nazzari (Amedeo Carlo Leone Buffa dit), acteur italien († 7 novembre 1979).
  - Harry Payne, joueur de rugby gallois († 22 décembre 2000).
- 1908 :
  - Georges Bouzerait, résistant français († 11 août 1942).
  - Mario Evaristo, footballeur argentin († 30 avril 1993).
  - Olivier Messiaen, compositeur français académicien ès beaux-arts († 27 avril 1992).
- 1909 :
  - Charles William « Charlie » Conacher, hockeyeur sur glace canadien († 30 décembre 1967).
  - Juan-José Espana, entrepreneur français, compagnon de la Libération († 8 décembre 2000)[10].
  - Horn (dessinateur), dessinateur, caricaturiste, illustrateur du journal Le Soir († 15 septembre 2005).
  - Georg Ludwig Jochum, chef d'orchestre allemand († 1er novembre 1970).
  - Otakar Kraus, baryton tchèque naturalisé britannique († 28 juillet 1980).
  - Herbert Kuppisch, commandant de U-boot allemand († 27 août 1943).
  - Hermes Pan, chorégraphe et acteur américain († 19 septembre 1990).
  - Paul Picard, homme politique français († 8 avril 2008).
  - Avraham Tory, juriste et résistant juif lituanien († 24 février 2002).
  - Robert Wauchope, archéologue et anthropologue américain († 20 janvier 1979).
- 1910 : 
  - Sidney Fox (Sidney Leiffer dite), actrice américaine († 14 novembre 1942).
  - Augustin Jordan, diplomate français († 24 mars 2004).
- 1911 : 
  - Chester Robert « Chet » Huntley, acteur américain († 20 mars 1974).
  - Tatsugo Kawaishi (河石 達吾), nageur japonais († 17 mars 1945).
- 1912 :
  - Irving Fazola, saxophoniste de jazz américain († 20 mars 1949).
  - Tetsuji Takechi (武智 鉄二), réalisateur et metteur en scène japonais († 26 juillet 1988).
  - René Toribio, homme politique français († 27 juillet 1990).
  - Jerzy Turowicz, journaliste et chroniqueur catholique polonais († 27 janvier 1999).
- 1913 : 
  - Morton Gould, pianiste, chef d'orchestre et compositeur américain († 21 février 1996).
  - Pannonica de Koenigswarter, mélomane britannique († 30 novembre 1988).
  - Ray Nance, trompettiste, violoniste et chanteur de jazz américain († 28 janvier 1976).
- 1914 :
  - Roger Barilier, musicien, pasteur, compositeur et écrivain français († 14 février 2005).
  - Reginald Delargey, cardinal néo-zélandais, archevêque de Wellington de 1974 à 1979 († 29 janvier 1979).
  - Georges Hardy, homme de radio et de télévision suisse († 26 août 1996).
  - Astrid Henning-Jensen, réalisatrice danoise († 5 janvier 2002).
  - Dorothy Lamour (Mary Leta Dorothy Stanton dite), actrice américaine († 22 septembre 1996).
- 1915 : 
  - Andrew William « Nicky » Barr, joueur de rugby australien († 12 juin 2006).
  - Nikolaï Maksimov (Николай Васильевич Максимов), aviateur soviétique († 8 mars 1952).
  - Coci Michieli, réalisateur, scénariste et monteur yougoslave († 23 août 1967).
  - Mario Nuzzolese, soldat, enseignant et journaliste italien († 21 octobre 2008).
  - Eliezer Waldenberg, décisionnaires rabbiniques israélien († 21 novembre 2006).
- 1918 :
  - Anne Gwynne, actrice américaine († 31 mars 2003).
  - Anatoli Tarassov (Анатолий Владимирович Тарасов), entraîneur russe de hockey sur glace († 23 juin 1995).
- 1920 : Clarice Lispector, écrivaine brésilienne († 9 décembre 1977).
- 1921 : Marcel Cabay, scénariste et acteur québécois († 7 juin 1990).
- 1922 : Nicholas Alkemade, officier militaire britannique († 22 juin 1987).
- 1923 : Jorge Semprún, écrivain espagnol de l'Académie Goncourt en France († 7 juin 2011).
- 1924 : 
  - Nabi Khazri, poète azerbaïdjanais († 15 janvier 2007).
  - Michael Manley, homme politique jamaïcain, Premier ministre de 1972 à 1980 puis de 1989 à 1992 († 6 mars 1997).
- 1926 : Eddie « Guitar Slim » Jones, guitariste, chanteur de blues et de rhythm and blues américain († 7 février 1959).
- 1928 : 
  - Dan Blocker (Bobby Dan Davis Blocker dit), acteur américain († 13 mai 1972).
  - Murlidhar Chandrakant Bhandare, homme politique indien.
- 1929 : Michael Snow, peintre, sculpteur, cinéaste et photographe canadien.
- 1935 : Franck Fernandel (Franck Gérard Ignace Contandin dit), acteur et chanteur français († 8 juin 2011).
- 1937 : Gérard Mauduy, joueur français de rugby à XV († 10 mars 2022).
- 1940 : Gérard Kamanda wa Kamanda, homme politique congolais († 21 janvier 2016).
- 1941 :
  - Fionnula Flanagan, actrice irlandaise.
  - Thomas Noel « Tommy » Rettig, acteur américain († 15 février 1996).
  - Kyū Sakamoto (坂本 九), chanteur japonais († 12 août 1985).
  - Peter Sarstedt, auteur, compositeur et interprète britannique († 8 janvier 2017).
- 1944 :
  - Simon Durivage, journaliste et animateur de télévision québécois.
  - Steven « Steve » Renko Jr., joueur de baseball américain.
- 1945 : Marek Grechuta, chanteur, compositeur et parolier polonais († 9 octobre 2006).
- 1946 : Catherine Hiegel, actrice et metteuse en scène française.
- 1947 : Zinaida Voronina, gymnaste soviétique, championne olympique († 17 mars 2001).
- 1948 : 
  - Claudette Dion, chanteuse québécoise.
  - Hervé Lehning, mathématicien et écrivain français († 16 octobre 2022).
- 1952 : Susan Dey, actrice et productrice américaine.
- 1954 :
  - Kristine DeBell, actrice américaine.
  - Jack Hues, chanteur et compositeur britannique.
- 1956 : Mountaga Tall, homme politique malien.
- 1957 : Michael Clarke Duncan, acteur américain († 3 septembre 2012).
- 1958 : Cornelia Funke, écrivain allemand.
- 1960 : 
  - Kenneth Branagh, acteur britannique.
  - Lang Ping, joueuse et entraîneuse de volley-ball chinoise, championne olympique.
- 1961 : 
  - Virenia Gwendolyn « Nia » Peeples, actrice, productrice, compositrice, réalisatrice et scénariste américaine.
  - Mark McKoy, athlète canadien spécialiste du 110 m haies, champion olympique.
- 1965 : Stéphanie Morgenstern, actrice, réalisatrice et scénariste canadienne d’origine suisse.
- 1966 : 
  - Melquiades « Mel » Rojas Medrano, joueur de baseball dominicain.
  - Jean-François Simard, professeur et homme politique québécois.
- 1967 : Donghua Li, gymnaste sino-suisse, champion olympique.
- 1968 : Javier Vázquez, matador espagnol.
- 1969 :
  - Belaïd Abrika, homme politique algérien.
  - Robert Bowlby « Rob » Blake, hockeyeur sur glace canadien.
  - Françoiz Breut (ou Brrr), chanteuse (en un duo célèbre avec Dominique A), dessinatrice, plasticienne et illustratrice française.
- 1970 : Patrick Musimu, apnéiste belge.
- 1971 : Carla Sacramento, athlète portugaise.
- 1972 : 
  - Karim Adda, réalisateur et acteur français.
  - Brian Molko, chanteur et guitariste du groupe Placebo.
- 1974 : 
  - Tadahiro Nomura, judoka japonais, triple champion olympique.
  - Megan Martha « Meg » White, batteuse du groupe The White Stripes.
- 1978 : Summer Phoenix, actrice américaine.
- 1980 : Sarah Chang, violoniste américaine.
- 1981 :
  - René Bourque, hockeyeur professionnel canadien.
  - Fábio Rochemback, footballeur brésilien.
- 1982 : 
  - Aïmen Demai, footballeur franco-algéro-tunisien.
  - Nathan Guenin, hockeyeur sur glace américain.
  - Reinhard Kaiser-Mühlecker, écrivain autrichien.
- 1984 :
  - Edina Gallovits, joueuse de tennis roumaine.
  - Raven-Symoné (Raven Symoné Christina Pearman dite), chanteuse et actrice américaine.
- 1986 : Romain Duport, basketteur français.
- 1987 :
  - Sergio Henao, cycliste sur route colombien.
  - Gonzalo Higuaín, footballeur franco-argentin.
- 1988 : 
  - Florence Kiplagat, athlète de fond kényane.
  - Samy Sana, boxeur thaï
- 1989 : 
  - Marion Maréchal-Le Pen, femme politique française.
  - Fayçal Moundji, footballeur algérien.
- 1990 : 
  - William Bradford « Wil » Myers, joueur de baseball américain.
  - Shoya Tomizawa (富沢 祥也), pilote de vitesse moto japonais († 5 septembre 2010).
- 1993 : Adrien Thomasson, footballeur franco-croate.
- 1996 : Jérémy Gabriel, chanteur canadien.

### XXIesiècle
- 2014 : Jacques et Gabriella de Monaco, prince héréditaire et princesse de Monaco, jumeaux d’Albert II de Monaco et de Charlene Wittstock.

## Décès

### VIIIesiècle
- 741 : Grégoire III, pape, de 731 à 741 (° inconnue).

### XIesiècle
- 1041 : Michel IV, empereur byzantin, de 1034 à 1041 (° 1010).

### XIIesiècle
- 1198 : Averroès (Ibn Rochd de Cordoue (ابن رشد dit), philosophe, théologien, juriste, mathématicien et médecin arabo-andalou (° 1126).

### XIVesiècle
- 1339 : Edwige de Kalisz, reine de Pologne, de 1306 à 1333 (° 1266).

### XVIesiècle
- 1508 : René II, duc de Lorraine, de 1473 à 1508 (° 2 mai 1451).
- 1529 : Jean de Selve, homme politique français, premier président du Parlement de Paris (° 17 avril 1475).
- 1541 : 
  - Thomas Culpeper ;
  - Francis Dereham, tous deux courtisans de Henri VIII d'Angleterre, exécutés.

### XVIIesiècle
- 1603 : William Gilbert, scientifique anglais (° 24 mai 1544).
- 1616 : Diogo do Couto, historien portugais (° 1542).
- 1618 : Giulio Caccini, compositeur italien (° 8 octobre 1551).
- 1621 : Jean Fontanier, avocat et moine français, brûlé vif à Paris (° 1588).
- 1626 : Edmund Gunter, mathématicien anglais (° 1581).
- 1679 : Francesco Barberini, cardinal italien (° 23 septembre 1597).

### XVIIIesiècle
- 1736 : António Manoel de Vilhena, grand maître de l'ordre de Malte (° 1663).
- 1759 : Giuliano Giampiccoli, graveur italien (° 1698).
- 1775 : Guy Louis de Durfort de Lorges, général français (° 1714).

### XIXesiècle
- 1810 : Johann Christian Daniel von Schreber, botaniste, mycologue et zoologiste allemand (° 17 janvier 1739).
- 1816 : Louis Marie Turreau, conventionnel et général français (° 4 juillet 1756).
- 1831 : Thomas Johann Seebeck, physicien allemand, découvreur de la thermoélectricité (° 9 avril 1770).
- 1865 : Léopold Ier, premier roi des Belges, de 1831 à 1865 (° 16 décembre 1790).
- 1884 : Eduard Rüppell, naturaliste et explorateur allemand (° 20 novembre 1794).
- 1886 :
  - Giovanni Busato, peintre italien (° 3 décembre 1806).
  - Marco Minghetti, homme politique italien (° 18 novembre 1818).
  - Eduard Moritz von Flies, militaire allemand (° 25 août 1802).
- 1896 :
  - Augusto Barazzuoli, homme politique italien (° 30 août 1830).
  - Alfred Nobel, chimiste et industriel suédois, créateur des prix Nobel (° 21 octobre 1833).

### XXesiècle
- 1902 : Daniel Cloutier, journaliste et homme politique français (° 22 janvier 1862).
- 1906 : Behanzin, roi du Dahomey (° 1845).
- 1911 : Joseph Dalton Hooker, botaniste britannique (° 30 juin 1817).
- 1917 : Mackenzie Bowell, homme politique et éditeur canadien, Premier ministre du Canada, de 1894 à 1896 (° 27 décembre 1823).
- 1920 : Horace Dodge, pionnier de l’industrie automobile américaine (° 17 mai 1868).
- 1923 : Thomas George Bonney, géologue britannique (° 27 juillet 1833).
- 1928 : Charles Rennie Mackintosh, architecte britannique, du mouvement Arts and Crafts, et principal porte-parole de l'Art nouveau en Écosse (° 7 juin 1868).
- 1936 : Luigi Pirandello, écrivain italien, prix Nobel de littérature de 1934 (° 28 juin 1867).
- 1937 : Selim Melhame, homme politique de l'Empire ottoman (° 14 juin 1851).
- 1946 : Walter Johnson, joueur et gérant de baseball américain (° 6 novembre 1887).
- 1947 : Pierre Petit de Julleville, cardinal français, archevêque de Rouen de 1936 à 1947 (° 22 novembre 1876).
- 1948 : Na Hye-sok (나혜석), écrivaine, poétesse, philosophe et peintre coréen (° 18 avril 1896).
- 1951 : Algernon Blackwood, écrivain britannique (° 14 mars 1869).
- 1959 : Henri Vidal, acteur français (° 26 novembre 1919).
- 1960 : Madeleine Marie « Mado » Robin, cantatrice soprano française (° 29 décembre 1918).
- 1967 : Otis Redding, chanteur américain (° 9 septembre 1941).
- 1968 :
  - Karl Barth, théologien suisse (° 10 mai 1886).
  - Thomas Merton, moine et écrivain américain (° 31 janvier 1915).
- 1973 : Ernest J. Dawley, militaire américain (° 17 février 1886).
- 1978 : Edward Davis « Ed » Wood Junior, réalisateur, scénariste et acteur américain (° 10 octobre 1924).
- 1979 : Ann Dvorak, actrice américaine (° 2 août 1912).
- 1987 : Jascha Heifetz, violoniste lituanien (° 2 février 1901).
- 1990 : Armand Hammer, industriel et collectionneur d'art américain (° 21 mai 1898).
- 1992 : Jacques Perret, écrivain français (° 8 septembre 1901).
- 1993 : Victorina Durán, fondatrice du cercle saphique de Madrid, peintre avant-gardiste associée au surréalisme des années 1920 (° 12 novembre 1899).
- 1994 : Alexander « Alex » Wilson, athlète canadien (° 1er décembre 1905).
- 1996 :
  - Philippe Koechlin, journaliste français (° 8 mai 1938)
  - Faron Young, chanteur de musique country américain (° 25 février 1932).
- 1998 : Trygve Haugeland, homme politique norvégien (° 18 mars 1914).
- 1999 :
  - Richard Clare « Rick » Danko, musicien et chanteur canadien (The Band) (° 29 décembre 1942).
  - Jean-Claude Michel, acteur français et doubleur vocal francophone régulier de Sean Connery ou Clint Eastwood  (° 5 janvier 1925).
  - Franjo Tuđman, militaire et homme politique croate, président de la République de Croatie de 1990 à 1999 (° 14 mai 1922).
- 2000 : Marie Windsor (Emily Marie Bertelson dite), actrice américaine (° 11 décembre 1919).

### XXIesiècle
- 2001 : Mikhaïl Boudyko, climatologue, géophysicien et géographe russe (° 20 janvier 1920).
- 2005 :
  - Eugene McCarthy, homme politique américain (° 29 mars 1916).
  - Richard Pryor, acteur américain (° 1er décembre 1940).
- 2006 :
  - Salvatore Pappalardo, cardinal italien, archevêque de Palerme de 1970 à 1996 (° 23 septembre 1918).
  - Augusto Pinochet, militaire et homme politique chilien, président du Chili de 1974 à 1990 (° 25 novembre 1915).
- 2009 : Jean-Robert Gauthier, chiropraticien et homme politique canadien (° 22 octobre 1929).
- 2010 : Jacques Swaters, pilote automobile belge (° 30 octobre 1926).
- 2013 :
  - Jean-Louis Foulquier, acteur et animateur radio français (° 24 juin 1943).
  - Carla Dora « Rossana » Podestà, actrice italienne (° 20 août 1934).
- 2015 : Dolph Schayes, joueur de basket-ball américain.
- 2017 :
  - Manno Charlemagne, auteur-compositeur-interprète et homme politique haïtien (° 14 avril 1948).
  - François Régis Hutin, journaliste et patron de presse français (° 26 juin 1929).
- 2019 : 
  - Gershon Kingsley, compositeur germano-américain.
  - Iouri Loujkov, homme politique russe.
- 2020 : 
  - Tom Lister, Jr., acteur américain.
  - Carol Sutton, actrice américaine.
- 2021 : 
  - Jacques Auxiette, homme politique français.
  - Jean-Claude Perrot, historien français.
- 2022 : 
  - John Aler, chanteur lyrique américain (° 4 octobre 1949).
  - Tshala Muana, chanteuse, danseuse, productrice, actrice et femme politique congolaise (° 13 mai 1958).
  - Moukaram Océni, homme politique béninois (° 1967).
  - Aziouz Raïs, chanteur de chaâbi algérien (° 25 août 1954).
  - Paul Silas, basketteur puis entraîneur américain (° 12 juillet 1943).
- 2023 :
  - Nadine Bari, écrivaine, juriste et actrice franco-guinéenne (° 19 juin 1940).
  - David Drake, auteur de science-fiction et de fantasy américain (° 24 septembre 1945).
  - Shirley Anne Field, actrice britannique (° 27 juin 1938).
  - Gao Yaojie, gynécologue chinoise (° 19 décembre 1927).
  - Graziella Magherini, historienne de l'art et une psychanalyste italienne (° 23 août 1927).
  - Syd Millar, joueur de rugby à XV irlandais (° 23 mai 1934).
  - Pascal Periz, chanteur français (° 12 janvier 1961).
  - Maria Pisareva, athlète du saut en hauteur soviétique puis russe (° 19 avril 1933).
  - Georges Privat, homme politique français (° 10 août 1923).
  - Florence Trystram, historienne et auteure française (° 26 mars 1944).
  - Nive Voisine, historien et prêtre catholique canadien (° 27 avril 1928).
- 2024 :
  - Madeleine Arbour, peintre et dessinatrice canadienne (° 29 mars 1923).
  - Josy Arens, homme politique belge (° 30 mai 1952).
  - Rocky Colavito, joueur de baseball américain (° 10 août 1933).
  - Mahieddine Khalef, entraîneur de football algérien (° 17 janvier 1944).
  - Somanahalli Mallaiah Krishna, homme politique indien (° 1er mai 1932).
  - Lode Wils, historien belge (° 18 mars 1929).

## Célébrations

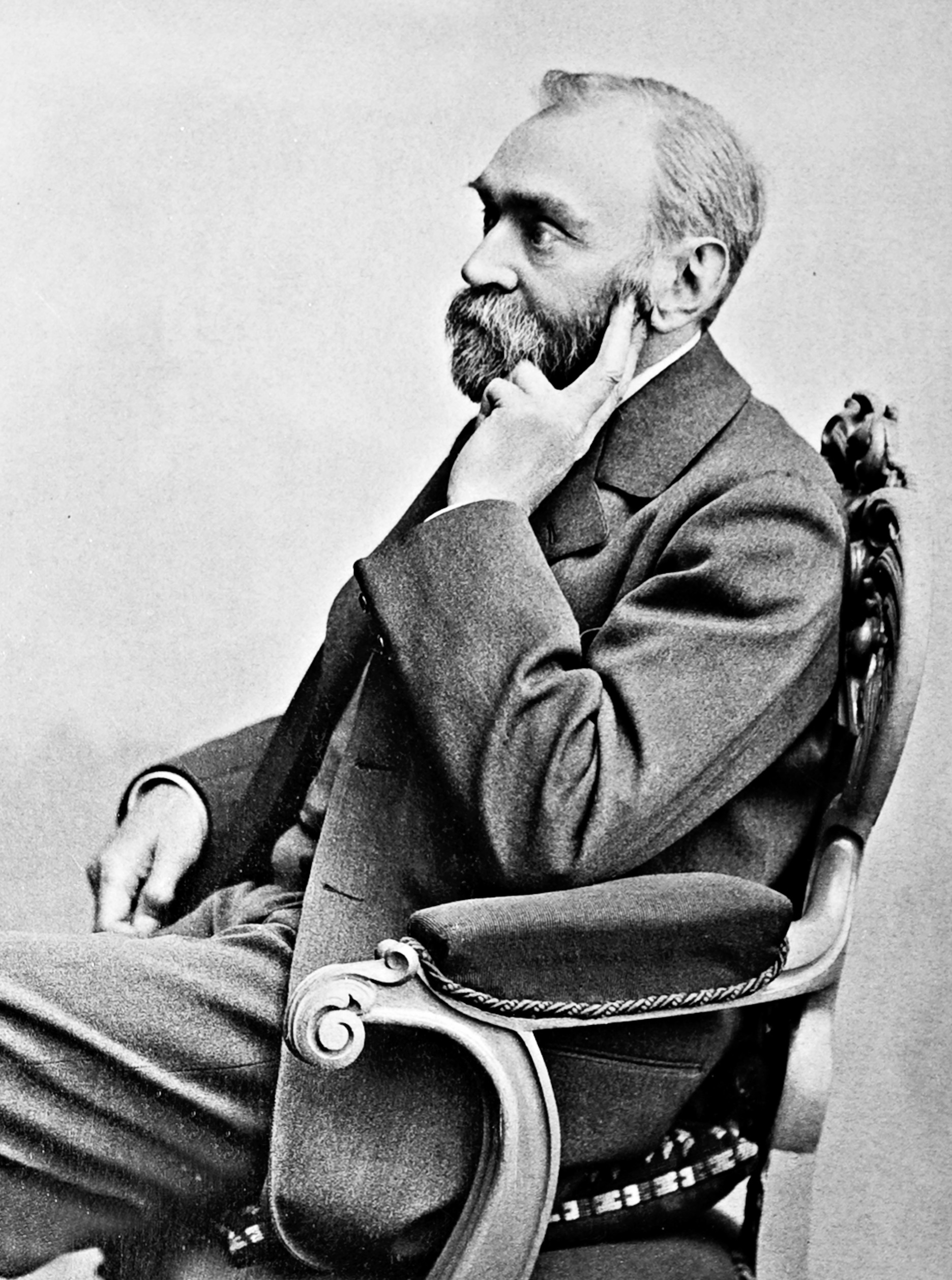
Alfred Nobel.

### Internationales et nationales
- Nations unies : journée internationale des droits de l'homme depuis 1950[11].
- Journée internationale pour le droit des animaux[12],[13].
- Remise des prix Nobel à la suite de la révélation des lauréats sur plusieurs jours vers octobre ou novembre précédent depuis 1901 (soit cinq ans jour pour jour après le décès d'Alfred Nobel en photographie ci-contre).

- Argentine : día del trabajador social ou « journée du travailleur social »[14].
- Thaïlande : Constitution day ou « fête annuelle de la constitution »[15].

### Religieuses
- Christianisme orthodoxe : mémoire du prophète Jonas avec lecture de Jon. 1, 1 (- 4, 11) et de Mt. 12, 38-42 dans le lectionnaire de Jérusalem.

### Saints des Églises chrétiennes

#### Catholiques et orthodoxes
Saints du jour et orthodoxes :
- Behnam et Sara (IVe siècle), martyrs.
- Deusdedit de Brescia († 700), évêque.
- Eulalie de Mérida en Espagne († vers 304), martyre.
- Grégoire III († 741), Pape.
- Guitmar de Centula († vers 765), abbé de Saint-Riquier.
- Julie de Merida (Julia of Mérida (en)), jeune fille réputée † vers 304 en même temps que Sainte Eulalie elle aussi martyre sous l'empereur romain Dioclétien.
- Maur de Rome († ?), martyr.
- Mercure et ses compagnons († v. 300), martyrs.
- Thomas Defournikos (Xe siècle), moine.

#### Saints ou bienheureux des Églises catholiques
Saints ou béatifiés du jour :
- Antoine Martin Hernandez († 1936), bienheureux prêtre espagnol martyr lors de la guerre civile espagnole.
- Anton Durcovici († 1951), bienheureux évêque roumain mort martyr.
- Arsène de Trigolo († 1909), bienheureux prêtre capucin italien.
- Augustin Garcia Calvo († 1936), bienheureux prêtre espagnol martyr lors de la guerre civile espagnole.
- Edmund Gennings († 1591) — ou « Edmond » —, protestant allemand, converti, martyr, pendu puis écartelé, à Londres.
- Eustache White († 1591), prêtre anglais martyr exécuté à Tyburn.
- Florent de Carracedo († 1156), abbé de l'abbaye bénédictine de Carracedo, dans les montagnes du Leon, en Espagne.
- Fulgence († 1122), bienheureux moine bénédictin.
- Gemelle d’Ancyre (en) († 362), martyr à Ancyre (aujourd'hui Ankara).
- Gonzalve Viñes Masip († 1936), bienheureux prêtre espagnol martyr lors de la guerre civile espagnole.
- Jean Mason († 1591), bienheureux laïc anglais mort martyr.
- John Roberts († 1610), prêtre anglais martyr.
- Luc d'Isola († 1114), évêque.
- Mainard († 1096), moine italien.
- María Emilia Riquelme Zayas († 1940), bienheureuse religieuse espagnole.
- Pierre Tecelano († 1287), bienheureux franciscain et mystique.
- Sébastien Montano (†  1616), bienheureux prêtre dominicain.
- Thomas Somers († 1610), bienheureux prêtre anglais martyr.

#### Saints orthodoxes
- Jean de Serbie († 1476), Roi de Serbie.
- Joasaph de Belgorod († 1754), moine puis évêque.

### Prénoms du jour
Bonne fête aux Romaric (bien que les Églises catholique et orthodoxe fêtent Saint Romaric plutôt les 8 décembre deux jours précédant).
Et aussi aux :
- Eulalie et ses variantes et diminutifs : Eulalia, Eulaly, Laia, Lalla, Lallia, Lallie, Lally, Lalie, Laly et Lalya.
- Aux Julie et ses variantes (voir une autre sainte-Julie plus tardive voire majeure les 8 avril).
- Aux Koulizh et ses variantes autant bretonnes : Conleth, Couleth, Couletz, Coulitz, Konlez, Kouled, Kouli, etc..

## Traditions et superstitions

### Dicton
- « À (la) Sainte-Julie, le soleil ne quitte pas son lit. »[18]

### Astrologie
- Signe du zodiaque : 18e jour du Sagittaire.

## Toponymie
- Les noms de plusieurs voies, places, sites ou édifices de pays ou régions francophones contiennent cette date sous diverses graphies : voir Dix-Décembre .